# All the Roadrunning
| Recensione | Giudizio |
| ---------- | -------- |
| AllMusic   |          |

All the Roadrunning è un album discografico nato dalla collaborazione tra il musicista britannico Mark Knopfler, ex leader dei Dire Straits, e la cantante statunitense Emmylou Harris. La realizzazione dei brani è durata ben sette anni. Durante questo periodo i due si sono spesso trovati in studio di registrazione ed il risultato è un significativo documento sonoro, un tour in Europa ed America ed un DVD, il tutto pubblicato nel 2006.

## Il disco
La chitarra di Mark Knopfler ed il timbro della voce di Emmylou Harris regalano un gioiello nella produzione musicale dei due interpreti della musica americana.
I brani spaziano con disinvoltura dal rock di This Is Us al country di Red Staggerwing, passando per il blues di Right Now ed il cajun di Belle Starr. La canzone If This Is Goodbye è una toccante rivisitazione della tragedia dell'11 settembre vista con i messaggini che furono spediti ai propri cari dalle persone che si vedevano ormai spacciate.
L'opera ha ottenuto una nomination ai Grammy nella categoria Best Contemporary Folk/Americana album.

## Tracce
Testi e musiche di Mark Knopfler, eccetto dove indicato.
1. Beachcombing – 4:14
2. I Dug Up a Diamond – 3:38
3. This Is Us – 4:39
4. Red Staggerwing – 3:03
5. Rollin' On – 4:14
6. Love and Happiness – 4:22 (Emmylou Harris)
7. Right Now – 3:33
8. Donkey Town – 5:42
9. Belle Starr – 3:06 (Emmylou Harris)
10. Beyond My Wildest Dreams – 4:25
11. All the Roadrunning – 4:49
12. If This Is Goodbye – 4:44

## Formazione

### Gruppo
- Mark Knopfler - chitarra e voce
- Emmylou Harris - chitarra e voce
- Richard Bennett - chitarra
- Guy Fletcher - tastiera
- Chad Cromwell - batteria
- Jim Cox - pianoforte
- Glenn Worf - basso
- Stuart Duncan - violino e mandolino
- Dan Dugmore - chitarra pedal steel
- Danny Cummings - batteria

### Altri musicisti
- Paul Franklin - chitarra pedal steel
- Jim Horn - tromba
- Billy Ware - triangolo

## Classifiche
| Classifica (2006)        | Posizione massima |
| ------------------------ | ----------------- |
| Australia                | 41                |
| Austria                  | 8                 |
| Belgio (Fiandre)         | 5                 |
| Belgio (Vallonia)        | 3                 |
| Danimarca                | 1                 |
| Finlandia                | 22                |
| Francia                  | 17                |
| Germania                 | 3                 |
| Italia                   | 3                 |
| Norvegia                 | 1                 |
| Nuova Zelanda            | 19                |
| Paesi Bassi              | 3                 |
| Regno Unito              | 8                 |
| Spagna                   | 9                 |
| Stati Uniti              | 17                |
| Stati Uniti (digital)    | 6                 |
| Stati Uniti (rock)       | 7                 |
| Stati Uniti (tastemaker) | 4                 |
| Svezia                   | 2                 |
| Svizzera                 | 1                 |